# Spesmilo

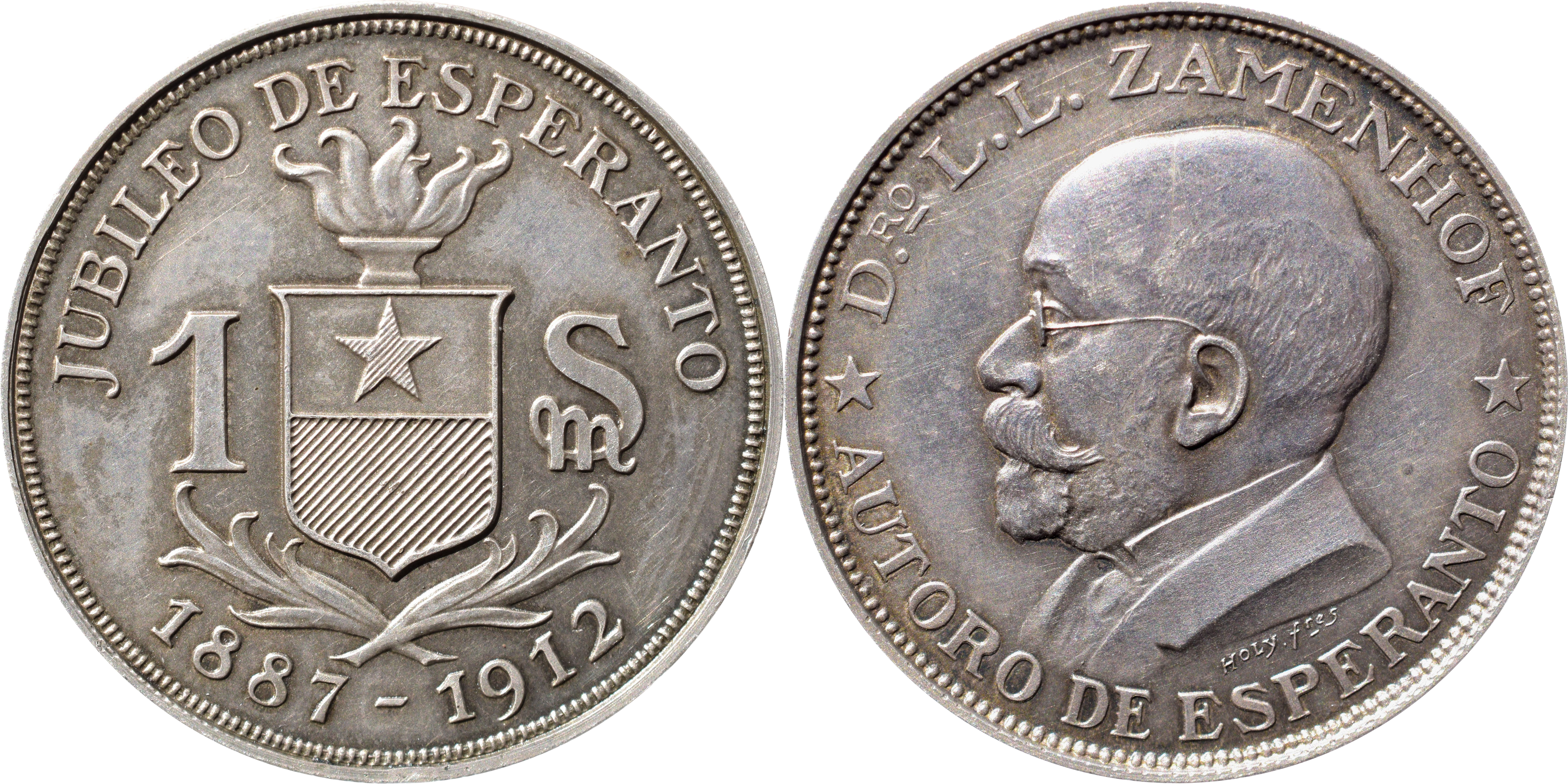
Mince jeden spesmilo s portrétem Ludwiga Zamenhofa

Symbol měny spesmilo

Spesmilo byla mezinárodní měna, používaná hnutím esperantistů. Vytvořil ji roku 1907 René de Saussure a používala ji pro své finanční operace londýnská banka Ĉekbanko Esperantista. Hodnota jednoho spesmila byla stanovena na 0,733 gramů ryzího zlata, což v té době odpovídalo asi polovině amerického dolaru. Mince v hodnotě jedno a dvě spesmila vyrobila švýcarská mincovna Holy Frères. Název znamenal v esperantu „tisíc speso“; speso (z latinského expendere=platit) byla základní jednotka, která se však pro nízkou hodnotu v praxi nepoužívala. Po smrti majitele esperantské banky Herberta Hövelera v roce 1918 se spesmilo přestalo používat, ve čtyřicátých letech zavedli esperantisté obdobnou měnu zvanou stelo.